# Héric de Beaujeu
Pour les articles homonymes, voir Beaujeu.
Héric de Beaujeu, seigneur d'Herment et maréchal de France. Il était aux côtés du roi de France Saint Louis pendant la septième croisade.
Il est également connu sous le nom d'Henri de Beaujeu.

## Biographie

### Origines
Héric (ou Henri) de Beaujeu - que l'on retrouve plus fréquemment dans les sources médiévales sous le nom d'Herecus (= Hérec) - est un seigneur issu de la famille de Beaujeu et, plus particulièrement, de la branche de Montpensier. 
Fils de Guichard Ier de Beaujeu-Montpensier (fils de Guichard IV de Beaujeu et de Sibylle de Hainaut) et de Catherine d'Auvergne (fille de Guillaume comte de Clermont), il est le troisième enfant (connu) du couple :  
1. Guichard II († novembre 1253), seigneur de Montferrand (1249-1253).
2. Humbert de Beaujeu († 1285), seigneur de Montpensier (1249-1285), de Montferrand (1253-1258) et d'Herment (1270-† novembre 1285), connétable de France (1267-1285).
3. Hérec, seigneur d'Herment (1245-† 1270), maréchal de France (1265-1270).
4. Louis Ier (ca 1239-† 26 septembre 1280), seigneur de Montferrand (1259-1280).
5. Guillaume de Beaujeu (ca 1240-† 12 mai 1291), templier (dès 1253 au plus tard) et grand maître de l'Ordre du Temple[1].

En 1262, il épouse Alengarde d'Aubusson († après 1290). 

### Septième croisade
Il était seigneur de Valromey, lorsqu'il suivit Saint Louis dans son expédition d'Afrique, et mourut au siège de Tunis en 1270.

## Armes
| Figure                   | Blasonnement |
| Armes famille de Beaujeu | Armes de la famille de Beaujeu D'or au lion de sable armé et lampassé de gueules, brisé d'un lambel de cinq pendants du même.,                                              |
|                          | D'après son sceau. D'or billeté de sable au lion du second armée et lampassé de gueules, brisé d'un lambel de même et surbrisé d'une bordure (hypothétiquement de gueules). |
|                          | On trouve aussi pour Héric de Beaujeu D'or billeté de sable, au lion du second armée et lampassé de gueules, le tout dans une bordure engrêlée du même.                     |